# John Harington
John Harington (batizado em 4 de agosto de 1560 – 20 de novembro de 1612), de Kelston, mas batizado em Londres, era um cortesão, autor e tradutor inglês popularmente conhecido como o inventor da descarga. Ele se tornou proeminente na corte da Rainha Isabel I e era conhecido como seu "afilhado atrevido", mas sua poesia e outros escritos fizeram com que ele caísse em desgraça com a rainha. Sua obra mais conhecida hoje, A New Discourse of a Stale Subject, called the Metamorphosis of Ajax (1596) é uma alegoria política e um ataque codificado à monarquia. Seu New Discourse descreveu um precursor para o vaso sanitário de descarga moderno que foi instalado em sua casa em Kelston.

## Início de vida e família

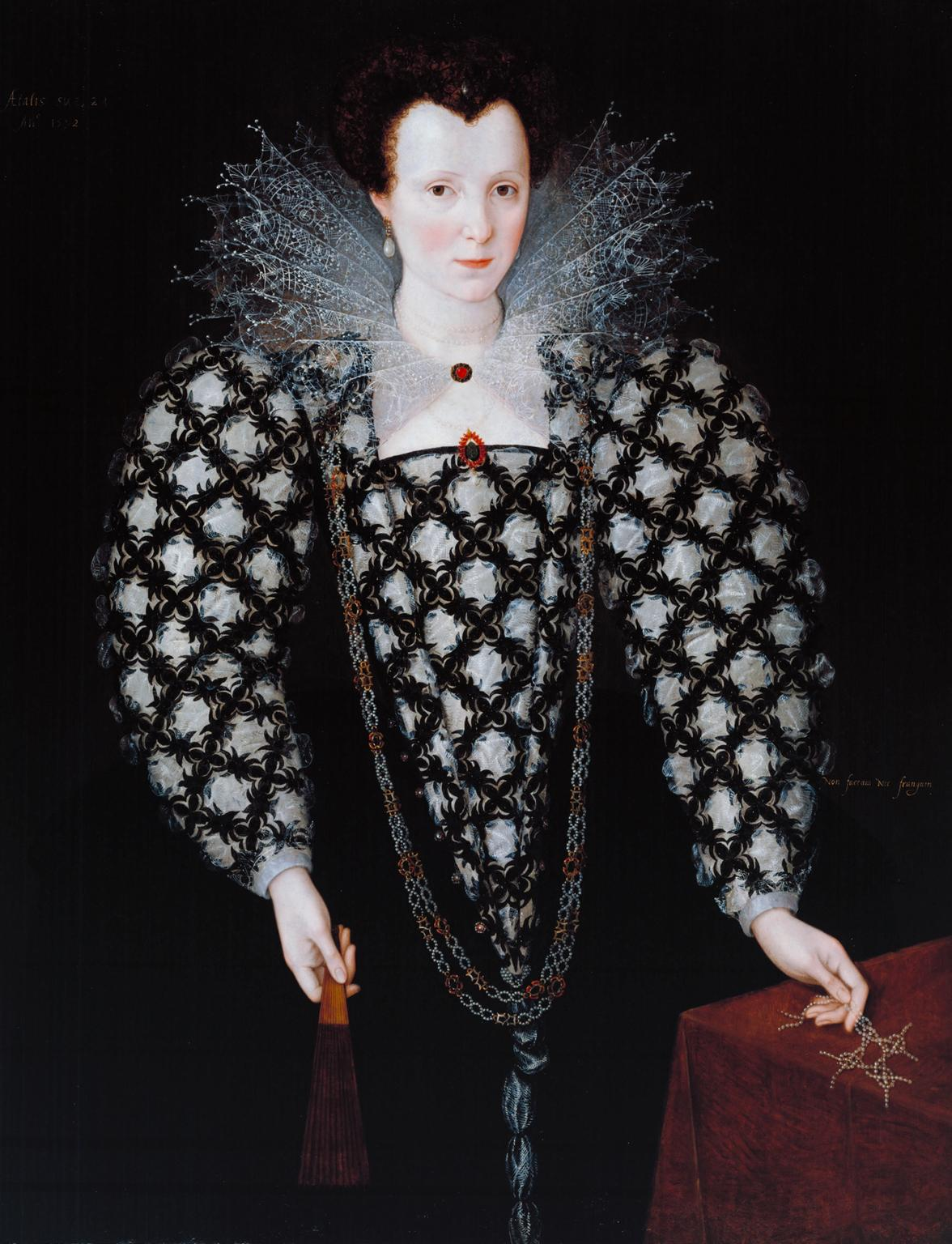
Provável retrato de Mary Rogers por Marcus Gheeraerts, o Jovem

Harington nasceu em Kelston, Somerset, Inglaterra, filho de John Harington, de Kelston, poeta, e de sua segunda esposa, Isabella Markham, uma dama da câmara privada da Rainha Isabel I. Ele teve a honra de ser aceito como afilhado da rainha sem filhos, um de 102.
Estudou em Eton e King's College, em Cambridge.
Harington casou-se com Mary Rogers, filha de George Rogers de Cannington (filho de Sir Edward Rogers) e Joan Winter, em 6 de setembro de 1583. Juntos, eles tiveram nove filhos, dois dos quais morreram jovens, como seus escritos deixam claro.
John é um ancestral do ator inglês Kit Harington.

## Corte de Isabel I
Apesar de ter estudado a lei, Harington foi atraído cedo para a corte real, onde sua atitude e poesia de fala livre atraíram a atenção de Isabel. A rainha encorajou sua escrita, mas Harington estava inclinado a ultrapassar a marca em suas peças um tanto rabelaisianas e ocasionalmente arriscadas.
Sua tentativa de tradução de Orlando Furioso, de Ludovico Ariosto, causou sua expulsão da corte por alguns anos. Irritada com a vivacidade de suas traduções, a rainha disse a Harington que ele deveria ir embora e não retornar até que tivesse traduzido o poema inteiro. Ela escolheu essa punição em vez de realmente bani-lo, mas considerou a tarefa tão difícil que se presumiu que Harington não se incomodaria em obedecer. Harington, no entanto, optou por seguir com o pedido e completou a tradução em 1591. Sua tradução recebeu muitos elogios, e é uma das traduções ainda lidas por falantes de inglês hoje.
Um de seus epigramas mais citados:
Traição nunca prospera? Qual é o motivo?
pois se prosperar, ninguém ousa chamar de traição.

### Invenção da descarga
Nessa época, Harington também inventou o primeiro banheiro com descarga da Inglaterra - chamado de Ajax (isto é, um "jakes", que era uma antiga gíria para banheiro). Foi instalado em sua mansão em Kelston. Em 1596, Harington escreveu um livro chamado A New Discourse upon a Stale Subject: The Metamorphosis of Ajax sobre sua invenção. Ele publicou sob o pseudônimo de Misacmos. O livro fez alusões políticas ao Conde de Leicester que enfureceu a rainha. O livro foi um ataque codificado ao esterco ou excremento que estava envenenando a sociedade com torturas e "difamações" patrocinadas pelo Estado contra seus parentes Thomas Markham e Ralph Sheldon. Após a publicação deste trabalho, ele foi novamente banido da corte. Os sentimentos mistos da rainha por ele podem ter sido a única coisa que salvou Harington de ser julgado na Câmara Star. O trabalho em si teve uma popularidade considerável em sua publicação em 1596.
A precursora da descarga moderna tinha uma válvula para deixar a água sair do tanque e um projeto de lavagem para esvaziar a tigela. O termo "John", usado particularmente nos Estados Unidos, é considerado por alguns como uma referência ao seu inventor, embora isso seja contestado.

### Campanhas na Irlanda
Em 1599, a rainha enviou um exército, liderado por Robert Devereux, 2º Conde de Essex, para a Irlanda durante a Guerra dos Nove Anos (1594-1603), para subjugar uma grande rebelião dos chefes gaélicos, liderados por Hugh O'Neill, Earl de Tyrone. Seguindo sua forte recomendação de que Essex o incluísse em seu exército, Harington foi colocado no comando de cavaleiros sob o comando de Henry Wriothesley, 3º Conde de Southampton. O legado de Harington dessa campanha foram suas cartas e diário, que serviram para dar à rainha uma boa inteligência sobre o progresso da campanha e sua política. Ele escreveu: "Eu me informei razoavelmente sobre todo o estado do país, por observação e conferência: então eu conto que o conhecimento que obtive aqui vale mais do que a metade das trezentas libras que esta viagem me custou". Durante a campanha, Essex conferiu um título de cavaleiro a Harington por seus serviços. Essex caiu em desgraça com a rainha por concluir a campanha fazendo uma trégua com Tyrone, que representava uma capitulação virtual aos rebeldes irlandeses (ela disse a Essex: "se eu tivesse pretendido abandonar a Irlanda, não teria sido necessário enviar você lá"), e também causou sua fúria sobre o grande número de cavaleiros que ele concedeu.
Harington esteve presente nas negociações da trégua, e acompanhando Essex quando retornou ao tribunal para prestar contas à rainha, ele experimentou a ira real: "diga a meu afilhado engenhoso para levá-lo para casa ... não é hora de brincar aqui!" No entanto, sua inteligência e charme logo garantiram o perdão da rainha: apesar de sua proximidade com Essex, ele sobreviveu à sua queda com reputação mais ou menos imaculada. Durante o que viria a ser o último Natal da Rainha, ele tentou aliviar seus humores cada vez mais frequentes de melancolia, lendo-lhe alguns de seus versos cômicos. A rainha agradeceu-lhe por seus esforços, mas disse com tristeza: "Quando você sentir o tempo arrastando-se em seu portão, estas tolices agradarão menos a você - eu já passei do meu gosto por tais assuntos".

## Corte de Jaime I
Após a morte da rainha, a sorte de Harington vacilou na corte do novo rei, Jaime I. Ele havia se assegurado das dívidas de seu primo, Sir Griffin Markham, no valor de 4 mil libras, quando este se envolveu com os complôs "adeus" e "principais parcelas". Incapaz de enfrentar as dívidas de seu primo sem vender suas próprias terras, e não querendo definhar na prisão, ele escapou da custódia em outubro de 1603. No entanto, Jaime I já havia reconhecido sua lealdade e concedeu-lhe a Ordem do Banho e as propriedades no exílio de Markham.
Ele alegou estar descontente com a Corte de Jaime, devido em particular ao consumo excessivo de álcool regularmente praticado por ambos os sexos, mas na verdade ele parece ter se divertido bastante ao observar as artimanhas dos cortesãos. Deixou uma descrição memorável de uma tentativa desastrosa de Sir Robert Cecil de montar uma mascarada em Theobalds House em homenagem a uma visita do cunhado do rei, Cristiano IV da Dinamarca, em 1606, onde alguns dos jogadores estavam bêbados demais para ficar de pé: "o entretenimento e show avançou, e a maioria dos apresentadores foi para trás, ou caiu, o vinho ocupou suas câmaras superiores".
Perto do fim de sua vida, Sir John Harington tornou-se o tutor de Henrique Frederico, Príncipe de Gales. Anotou para ele uma cópia de De praesulibus Angliae de Francis Godwin. O neto de Harington, John Chetwind, publicou mais tarde estas anotações em 1653, sob o título de A Briefe View of the State of the Church. Enquanto ensinava o príncipe, Harington também traduziu o Regimen sanitatis Salernitanum, uma coleção medieval de dicas de saúde, do italiano ao inglês, publicado em 1607 em Londres na editora John Holme and John.
Harington adoeceu em maio de 1612 e morreu em 20 de novembro de 1612, aos 52 anos de idade, logo depois de Henrique Frederico, que morreu em 6 de novembro; ele foi enterrado em Kelston.

## Na cultura popular
Na série de televisão South Park, Harington aparece como um fantasma no episódio "Reverse Cowgirl". Ele explica como usar sua invenção, o vaso sanitário, corretamente.